# !Kung
I !Kung, scritto anche !Xun sono una suddivisione della popolazione San, che vive nel deserto del Kalahari, fra Namibia, Botswana e Angola. La "!K" nel nome "ǃKung" è una delle cosiddette consonanti clic: questa consonante ha un suono che ricorda un tappo tirato via da una bottiglia.
Storicamente i !Kung vivevano in accampamenti semi-permanenti di circa 20-40 persone, in genere organizzati nei pressi di una fonte di acqua. Una volta che l'acqua e le risorse intorno al villaggio sono esauriti, il gruppo si muove alla ricerca di nuove aree ricche di risorse da sfruttare. Vivono con un'economia basata su caccia e raccolta, con gli uomini responsabili dell'approvvigionamento di carne, della produzione di strumenti e di frecce avvelenate e lance. Le donne raccolgono la gran parte del cibo passando dai due ai tre giorni a settimana a cercare radici, nocciole e bacche.
Durante la stagione secca, la tribù si sposta presso i corsi d'acqua e quando inizia la stagione delle piogge si spargono sul territorio unendosi ad altre tribù, formando i cosiddetti clan.